# Шабишу-дю-Пуату
Шабишу́-дю-Пуату́ (фр. Chabichou du Poitou) — французский сыр из козьего молока.

## История
Процесс изготовления шабишу был отмечен уже в 1872 году в «Путеводителе по Пуатье и окрестностям» (фр. Guide du voyageur à Poitiers et aux environs).
 В 1990 году Шабишу-дю-Пуату получил сертификат AOC. Территория изготовления Шабишу-дю-Пуату согласно AOC весьма невелика. Она ограничена областью Верхнего Пуату: южная часть департамента Вьенна, департамент Дё-Севр и северная часть департамента Шаранта.
Производство сыров из козьего молока существенно выросло из-за кризиса производства вина, связанного с нашествием насекомого филлоксеры на виноградные лозы, а также благодаря развитию молочных кооперативов (1906 год в Бужоне, департамент Дё-Севр).
В 1997 году его производство достигало 340 тонн. Самым результативным стал 2003 год, когда было выпущено 555 тонн сыра. Производство, имеющего сертификат AOC, сыра составило в 2007 году 512 тонн. Из этих 512 тонн, чуть менее 20 % было выпущено из свежего непастеризованного козьего молока, причём 7 % было произведено фермерскими хозяйствами (4 сыроварни).

## Изготовление
Козье молоко охлаждают до 20 °C, после чего оно скисает в больших чанах с добавлением сычужного фермента. Через некоторое время сырную массу отделяют от молочной сыворотки и разливают в формы. Через два дня сыр вручную солят и, достав из форм, кладут в сушильню как минимум на 10 дней, где он и созревает. Обычно, его стараются держать в сушильне 2-3 недели. В этот период бактерии придают сыру его вкус и аромат. Поэтому некоторые производители увеличивают этот срок до нескольких месяцев.

## Описание
Головка сыра по форме напоминает небольшой цилиндр, немного сужающийся к верху. Жирность 45 %. Масса — 150 г. Мякоть имеет цвет слоновой кости, а корочка покрыта белой плесенью с серовато-синим оттенком (в зависимости от времени года).
Сыр имеет крепкий, с ореховым ароматом и специфическим запахом козьего молока вкус. С Шабишу-дю-Пуату хорошо сочетается местное вино района Пуату, белое вино типа «Совиньон» или сансерское.